# Grøtavær
Grøtavær est une localité du comté de Troms, en Norvège, sur l'île de Grytøya.

## Géographie
Administrativement, Grøtavær fait partie de la kommune de Harstad.